# Egidio Perfetti
Egidio Perfetti (Sorengo, Zwitserland, 5 juni 1975) is een Noors ondernemer en autocoureur. Hij is een voorzitter van het familiebedrijf Perfetti Van Melle. In het seizoen 2018-2019 werd hij wereldkampioen in de LMGTE Am-klasse van het FIA World Endurance Championship.
Perfetti is geboren in Zwitserland en heeft een Italiaanse vader en een Noorse moeder. Hij heeft lange tijd in Singapore gewoond, voordat hij naar Amsterdam verhuisde om op het hoofdkantoor van zijn familiebedrijf te werken. Zijn nationaliteit is Noors en hij heeft een Noors paspoort.

## Autocoureur
Perfetti begon zijn autosportcarrière in 2010 en nam dat jaar deel aan zowel de Zwitserse en Franse Porsche Carrera Cup. In 2011 reed hij in een weekend van de International GT Open. Tussen 2012 en 2015 was hij een vaste deelnemer aan de Aziatische Porsche Carrera Cup, waarin hij achtereenvolgens tiende, negende, elfde en 22e in de eindstand werd. In 2015 reed hij tevens enkele races in de Franse Porsche Carrera Cup en de Porsche Supercup.
In 2016 stapte Perfetti over naar de Michelin GT3 Le Mans Cup en werd hierin derde met vijf podiumfinishes. Dat jaar nam hij deel aan nog een race van de Porsche Supercup. In 2017 was hij een vaste coureur in deze klasse, waarin hij voor het MOMO-Megatron Team Partrax op plaats 25 in het klassement eindigde. Verder reed hij een aantal gastraces in zowel de Franse als de Duitse Porsche Carrera Cup.

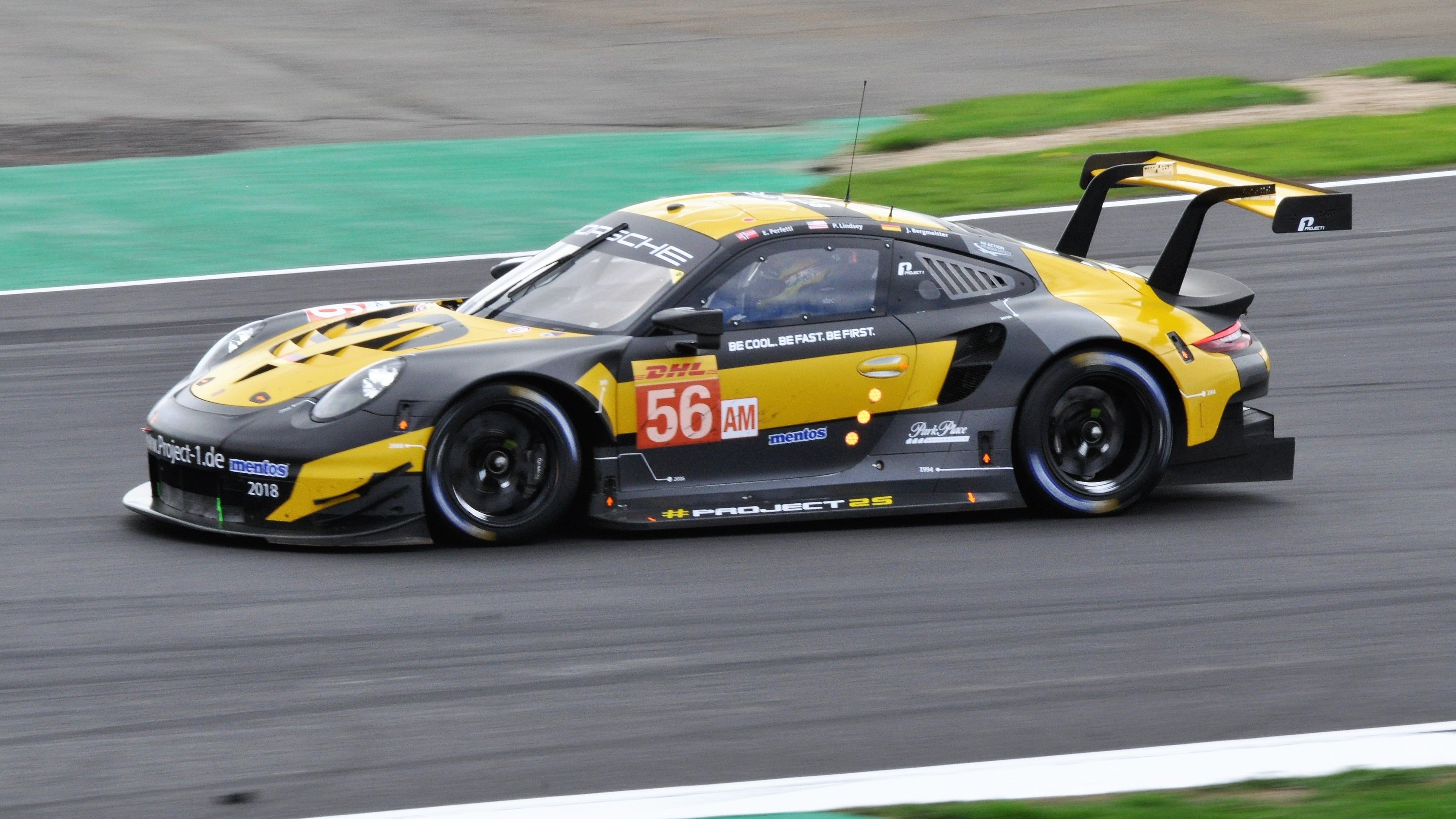
Egidio Perfetti tijdens de 6 uur van Silverstone in 2018.

In het seizoen 2018-2019 maakte Perfetti zijn debuut in de LMGTE Am-klasse van het FIA World Endurance Championship, waarin hij voor het Team Project 1 een Porsche 911 RSR met Jörg Bergmeister en Patrick Lindsey deelde. Hij behaalde zeges in de 6 uur van Fuji en de 24 uur van Le Mans en stond daarnaast nog vier keer op het podium. Met 151 punten werd hij gekroond tot kampioen in zijn klasse.
In het seizoen 2019-2020 was Matteo Cairoli de vaste teamgenoot van Perfetti, terwijl de derde coureur van het Team Project 1 regelmatig werd vervangen. In de seizoensfinale, de 8 uur van Bahrein, behaalde hij met Bergmeister en Larry ten Voorde zijn enige zege van het seizoen. Tevens behaalde hij in de Lone Star Le Mans een podiumfinish. Met 118 punten werd hij vierde in de eindstand.
In 2021, zijn laatste volledige seizoen als coureur, kwam Perfetti wederom uit voor het Team Project 1, ditmaal met Cairoli en Riccardo Pera als teamgenoten. Hij stond in de 8 uur van Portimão, de 6 uur van Bahrein en de 8 uur van Bahrein op het podium. Met 78 punten werd hij wederom vierde in het eindklassement.